# Jasenov (powiat Humenné)
Jasenov – wieś (obec) na Słowacji położona w kraju preszowskim, w powiecie Humenné. Pierwsze wzmianki o miejscowości pochodzą z roku 1279.
Według danych z dnia 31 grudnia 2010, wieś zamieszkiwało 1176 osób, w tym 575 kobiet i 601 mężczyzn.
W 2001 roku rozkład populacji względem narodowości i przynależności etnicznej wyglądał następująco:
- Słowacy – 98,01%
- Czesi – 0,36%
- Rusini – 0,72%
- Ukraińcy – 0,82%